# Passai
Passai è il nome di un'antica forma dello Shorin-ryu, da cui vengono fatti risalire molti kata dei moderni stili di Karate. Molti kata infatti contengono nel nome la parola “bassai” o “passai”.

## Storia
Questa forma è stata usata e praticata in molte culture marziali, tra cui quelle di Okinawa, Giappone e Corea. Le origini di questa forma sono oscure e ci sono diverse teorie sulla sua storia.

### Origine cinese
Questa forma avrebbe più di 400 anni: lo dimostrerebbe una rappresentazione su seta, la cui età sarebbe stata confermata da una datazione al carbonio [inserire note a sostegno di ciò].
Akio Kinjo pensa che la forma Passai sia collegata agli stili di Kung-Fu del Leopardo e del Leone, dato che alcune sequenze assomigliano allo stile del Leopardo (ad esempio la mossa iniziale di blocco e attacco in posizione a gambe incrociate) mentre altre sono più simili allo stile del Leone (tipo le tecniche a mano aperta e le azioni di soggiogamento). Lo studioso del Karate di Okinawa Akio Kinjo sostiene che il nome deriva dalla grafia cinese “baoshi” che significa “leopardo-leone” e che si pronuncia “ba-sai” o “pa-sai” in alcuni dialetti cinesi.
Altri storici hanno sottolineato la somiglianza tra varie parti del Passai e il Kung Fu “Wu Xing Quan” (dei cinque elementi).
Un'altra teoria sul nome è che potrebbe indicare il nome di una persona.

### Passaggio dalla Cina ad Okinawa
L'importazione a Okinawa di questa forma (e la codifica in kata) è attribuita al Maestro Tode Sakugawa.
Le versioni di Okinawa includono potenti parate e difese angolari contro attacchi provenienti da direzioni multiple.
Secondo alcuni è un kata elaborato e tramandato da una famiglia (“Passai” infatti è il nome di una famiglia di Okinawa [inserire note a sostegno di ciò]). Il creatore di questo kata era mancino [inserire note a sostegno di ciò]. Se l'esecutore conosce questo dettaglio diventano visibili molte tecniche nascoste.
Si può vedere una chiara evoluzione nelle versioni di Okinawa del kata “Passai”: dal “Matsumura no Passai” (chiamato così in memoria del leggendario Maestro Sokon Matsumura), al “Oyadomari no Passai” (chiamato così in onore di Kokan Oyadomari, maestro di karate Tomari-te), e infine nel “Passai” del Maestro Anko Itosu, che ha diffuso il karate tra la popolazione di Okinawa introducendolo come materia nelle scuole.
È stato ulteriormente modificato da Itosu, e si pensa che costui abbia creato una versione corta del kata (Itosu no passai-sho / Koryu passai).
La versione del Passai dello Shorin-ryu (stile di Karate fondato dal Maestro Chosin Chibana, allievo diretto di Anko Itosu) mostra una grande rassomiglianza con Oyadomari no Passai ed è un kata molto più fluido del Bassai-dai dello Shotokan.
Si pensa che Itosu lo abbia creato in base ad una versione del Bassai praticato nella città di Shuri. Per confondere ulteriormente le acque “Bassai-sho” in caratteri kanji è scritto esattamente nello stesso modo di una forma cinese conosciuta come “Ba Ji Xiao” che ha una forma contrapposta conosciuta a sua volta come “Ba Ji Da” (dello stile Ba Ji Ch’uan), quindi forse questa coppia di kata e la nomenclatura “dai” e “sho” vengono dalla Cina, contrastando l'affermazione che Itosu sarebbe l'autore della maggior parte dei kata “sho”.

### Passaggio da Okinawa al Giappone
Il maestro Gichin Funakoshi, diretto allievo di Itosu e fondatore dello stile Shotokan, importò questo kata in Giappone e lo insegnò come “Bassai-dai” e “Bassai-sho”.
Gli abitanti di Okinawa non avevano una spiegazione chiara del nome “Passai” con il quale Funakoshi potesse tradurlo in giapponese, così sostituì il nome con un carattere kanji di suono simile: “Bassai”. Questo può essere letteralmente tradotto come “estrarre da una fortezza” o “rimuovere un'ostruzione”. Si pensa che questo si riferisca alla potenza con la quale il kata dovrebbe essere eseguito, enfatizzando l'energia che viene generata dalle anche e dalla vita. Tuttavia non sembra che ci sia una relazione diretta tra i movimenti o l'origine del kata e il nome che gli è stato assegnato dal giapponese.
Nel suo libro del 1922 Funakoshi nomina il kata “Passai” ma non fornisce i caratteri kanji che permettono di risalire al suo nome originale. Lo stesso spelling di “Passai” è usato da Motobu Chōki nel 1926.
Dal 1936 Funakoshi comincia a chiamare il kata “Bassai”, ma usa gli stessi caratteri che usava per “Passai”. La pronuncia cinese di quei caratteri sarebbe “bassai” o “ba-sai”, e che in giapponese si pronuncerebbero “Batsu-sai”.
Mentre il significato giapponese di “Batsu” è “tirare fuori” o “estrarre”, in cinese “ba” può significare “cogliere” o “catturare” e “sai/soku” significa “un posto di importanza strategica” o “fortezza”. Quindi i caratteri che usa Funakoshi per “ba-sai” possono voler dire “cogliere o catturare un posto di importanza strategica o una fortezza”. Tuttavia la traduzione del 1973 del testo di Funakoshi “Karate-do Kyohan” riporta la spiegazione del nome della forma come “sfondare una fortezza del nemico”.
Nello stile Shitō-ryū attuale compaiono vari kata derivanti dall'originale Passai: Bassai-dai, Bassai-sho, Ishimine-bassai, Matsumura-bassai, Tomari-bassai. Il fondatore dello stile, Kenwa Mabuni, infatti, era anche lui diretto allievo di Anko Itosu e grande esperto di kata, al punto che anche altri grandi maestri suoi contemporanei si rivolgevano a lui in caso di dubbi. Di conseguenza nello stile Shitō-ryū compare la più grande varietà di kata.